# Кызласов, Игорь Леонидович
И́горь Леони́дович Кызла́сов (род. 28 августа 1951 года, Москва) — советский и российский историк, археолог. Доктор исторических наук. Ведущий научный сотрудник отдела средневековой археологии Института археологии РАН. Почетный профессор Евразийского национального университета им. Л. Н. Гумилёва (Астана, Республика Казахстан, 2007), Почетный доктор Башкирского государственного университета им. 40-летия Октября (Уфа, Республика Башкортостан, 2007), Заслуженный деятель науки Республики Хакасия (2001). Один из авторов «Большой Российской энциклопедии». Сын Л. Р. Кызласова, брат И. Л. Кызласовой.

## Биография
Родился в семье известного советского археолога Л. Р. Кызласова в Москве. Окончил исторический факультет МГУ по кафедре археологии (1974), аспирантуру ИА РАН (1977).
Защитил кандидатскую диссертацию по теме «Аскизская культура Южной Сибири. Происхождение и развитие (X—XIV вв.)» в 1977 году. С этого времени работает в Институте археологии РАН — старшим лаборантом, младшим научным сотрудником, старшим, ведущим научным сотрудником. В 1990 году защитил докторскую диссертацию на тему «Рунические письменности евразийских степей. Проблемы источниковедения».
Ещё в школьные годы дважды побывал в археологических экспедициях. Впоследствии проводит активную самостоятельную экспедиционную деятельность: центральные регионы России, Хакасия, Тува, Якутия, Алтай, Украина, Таджикистан, Болгария и другие.
Основные научные интересы: археология Южной Сибири и Центральной Азии, история и культура тюркских народов, мировоззрение древности и средневековья, степные рунические письменности Евразии (эпиграфика и палеография). Член ученого совета ИА РАН, член диссертационного совета ИА РАН.
Активно занимается педагогической деятельностью: курсы лекций «История культуры тюркских народов. Домусульманский период», «Древнейшая письменность тюркских народов (Историко-филологические основы тюркской рунологии)» в Институте стран Азии и Африке при МГУ, Башкирском, Хакасском, Горно-Алтайском государственных университетах, Тобольском и Липецком государственных педагогических университетах; курс лекций «Археология и история тюркских народов» в Институте восточной культуры и античности РГГУ. Программы двух курсов изданы. Член авторского коллектива учебника «Археология» кафедры археологии МГУ.
С 2007 года является членом Российского комитета тюркологов при Отделении историко-филологических наук РАН, входит в редколлегии журналов «Вестник Академии наук Республики Башкортостан» (Уфа, Башкортостан), «Российская тюркология» (Москва, Институт языкознания РАН).
Учителя: А. В. Арциховский, Д. А. Авдусин, Л. Р. Кызласов, Г. А. Фёдоров-Давыдов, С. А. Плетнева.

## Краткая библиография
- Аскизская культура Южной Сибири. X—XIV вв. // САИ. Вып. Е 3-18. М., 1983.
- Древнетюркская руническая письменность Евразии: Опыт палеографического анализа. — М., 1990.
- Sayan-Altay turkcelerinin yeni runik yazisi // Turk Dili Arasirmalari Yilligi. Belleten 1990. Ankara, 1994, s. 85-136 (совместно с Л. Р. Кызласовым).
- Sphere of Applications of the 8-th — 10-th Centuries Steppe-Runic Alphabets // The Archaeology of the Steppes. Methods and Strategies. Napoli, 1994, p. 619—631.
- Горноалтайские рунические надписи на стелах // Археологические и фольклорные источники по истории Алтая. Горно-Алтайск, 1994, с. 81-94, 256
- Картина неба, скрытая землёй // Природа, 1994, № 9, с. 72-75.
- Новый этап развития енисейской письменности (конец XIII — начало XV в.) // Российская археология, 1994, № 1, с. 33-50 (совместно с Л. Р. Кызласовым).
- Раскопки кольцевого городища на р. Ербе в Хакасии // Археологические открытия 1993 года. — М., 1994, с. 172—173.
- Рунические письменности евразийских степей / И. Л. Кызласов ; Рос. акад. наук. Ин-т археологии. — М.: Восточная литература, 1994. — 327 с., [8] л. ил : ил. — Библиогр. в конце гл. — ISBN 5-02-017741-5.
- Древняя письменность саяно-алтайских тюрков : рассказы археолога. — М.: Восточная литература, 1994. — 100 с. : ил. — ISBN 5-02-017838-1.
- The New Stage in the Development of the Eniseian Written Language (End of the Thirteenth to the Beginning of the Fifteenth Centuries) // Anthropology and Archeology of Eurasia. NY, 1995, vol. 33, № 4, p. 73-101 (совместно с Л. Р. Кызласовым).
- Разновидности древнетюркской рунической орфографии // Acta Orientalia. Т.L. Budapest, 1997.
- Гуннский дворец на Енисее: Проблема ранней государственности Южной Сибири — М.: Восточная литература, 2001 (совместно с Л. Р. Кызласовым).
- 280 лет исследования древнетюркской рунической письменности // Древности Алтая. Известия лаборатории археологии. № 8. — Горно-Алтайск, 2002, с. 105—119.
- Средневековая археология степной Евразии: три открытия на пороге нового века // Межкультурный диалог на евразийском пространстве. История народов, государств и международных связей на евразийском пространстве сквозь тысячелетия. Материалы международной научной конференции. — Уфа, 2002, с. 6-8.
- Материалы к ранней истории тюрок. Древнетюркские обиталища // Природное окружение и материальная культура пратюркских народов. — М.: Восточная литература, 2008. — С. 273—341. — 342 с. — ISBN 978-5-02-036344-1.
- Кольцевые городища Хакасии : к истории монументальной архитектуры на Енисее: (храмовая архитектура древности) / И. Л. Кызласов ; Рос. акад. наук, Ин-т археологии РАН. — М.: Таус, 2011. — 62, [1] с. : ил. ; 30 см. — 200 экз. — ISBN 978-5-903011-79-7.
- Алтаистика и археология / И. Л. Кызласов ; Рос. акад. наук, Ин-т археологии, Ин-т тюркологии. — М.: Институт тюркологии РАН, 2011. — 251, [1] с. — Библиогр.: с. 210—240. — 1000 экз. — ISBN 978-5-4245-0001-5 (в пер.)
- Хакасы. Основатели хакасоведения о важнейших вехах истории. К 100-летию возрождения народного имени. — М.-Абакан: Бригантина, 2017. — 116 с.
- Тенгрианство : [арх. 22 сентября 2022] / Кызласов И. Л. // Телевизионная башня — Улан-Батор [Электронный ресурс]. — 2016. — С. 29. — (Большая российская энциклопедия : [в 35 т.] / гл. ред. Ю. С. Осипов ; 2004—2017, т. 32). — ISBN 978-5-85270-369-9.